# تشارلز سوتر
تشارلز سوتر هو سياسي كندي، ولد في 19 نوفمبر 1856، وتوفي في 23 أغسطس 1922.